# PNC Arena
PNC Arena, tidligere RBC Center,   er en sportsarena i Raleigh i North Carolina, USA, der er hjemmebane for NHL-holdet Carolina Hurricanes. Arenaen har plads til ca. 20.000 tilskuere, og blev indviet 29. oktober 1999.
PNC Arena er desuden ofte spillested for koncerter, og Bruce Springsteen, Usher, Celine Dion, Red Hot Chili Peppers og Van Halen er blandt de navne der har optrådt i arenaen.